# توشیوکی ایگاراشی
توشیوکی ایگاراشی (انگلیسی: Toshiyuki Igarashi؛ زادهٔ ۱۷ ژانویهٔ ۱۹۸۴) بوکسور اهل ژاپن است.